# 土田御前
土田御前（どたごぜん/つちだごぜん、生年不詳 - 文禄3年1月7日（1594年2月26日））は、織田信秀の継室（織田達勝の娘が最初の正室であるが離縁）。実名は不詳。別称は花屋夫人。法名は報春院花屋寿永大禅尼（花屋寿永大姉とも）。信長、信行（信勝）、秀孝、信包、市（浅井長政→柴田勝家正室）、犬（佐治信方→細川昭元正室）の生母。土田政久の娘とされているが異説もある（後述）。

## 経歴

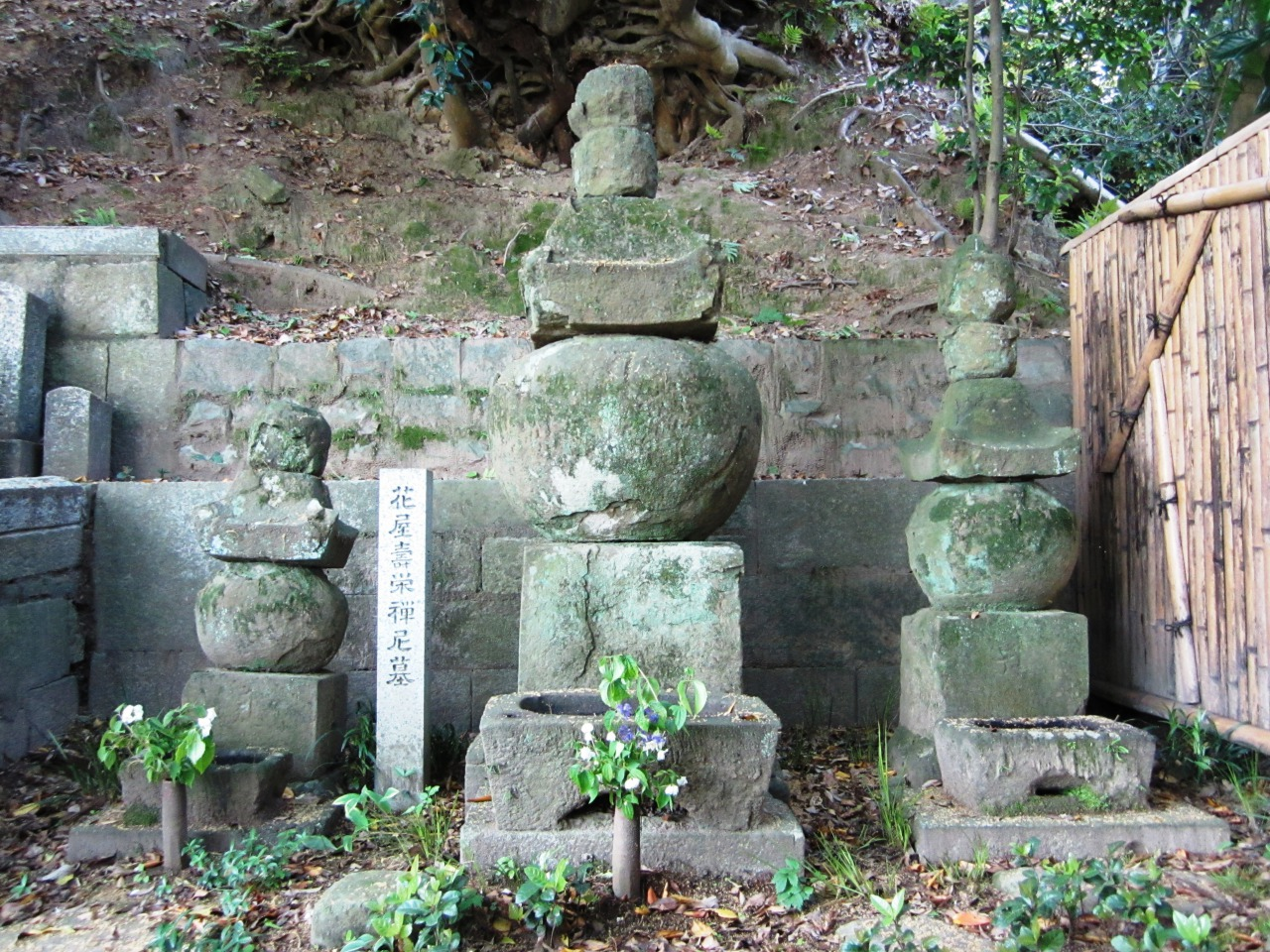
四天王寺の土田御前の墓

夫・信秀の死後、次男・信勝と共に末森城に住んでいた。信長と信勝の家督争いで信勝が敗れると、信長に信勝の赦免を願い出、一度は赦させた。しかし、後に信勝は再び信長への反逆を図ったため信長に誅殺された。信勝の死後は信長や市と共に暮らし、幼かった信長と市の子供たち（信忠、信雄、信孝、茶々、初、江など）の面倒を見ていた。
本能寺の変で信長と孫の信忠が自害した後は、孫の信雄の庇護のもとにあり、「大方殿様」と尊称され、640貫文を化粧料として与えられていた。天正18年（1590年）の信雄の改易後は伊勢国安濃津の信包のもとに引き取られ、文禄3年（1594年）正月7日に同地で死去した。
墓所は三重県津市の塔世山四天王寺。

## 出自
一般的には佐々木六角氏後裔土田政久の娘とされているが、当時の一次史料による裏付けはなく、後年、土田氏縁者の生駒氏腹である信雄系統の史料から土田政久の娘説が登場するようになる。そのため、当時の史料などにより複数の説がある。
- 土田御前の呼び名となった土田氏説の土田氏が美濃可児郡の土田であれば「どた」、尾張清洲の土田[注釈 1] であれば「つちだ」となる。このほか土田氏には近江六角氏の庶流、旗本であったとの説がある。
- 『津島大橋記』『干城録』によれば、信秀正室・信長生母は小嶋信房の娘とされており、この人物が土田御前以前の信秀継室であるのか（この場合土田御前は、織田達勝の娘・小嶋信房の娘に続く継室となる）、土田御前の出自が改竄されており土田御前と呼ばれる人物そのものが本来は小嶋信房の娘であるのかは不明。『津島大橋記』を記した大橋重長に信秀の娘・くらの方が輿入れする際、くらの方は小嶋信房の養女として輿入れしており、小嶋信房と信秀の関係の深さが窺える。また、孫の信孝が神戸氏の家督を相続した際、山路氏に代わり高岡城主に任命された信孝の異父兄といわれる小嶋兵部少輔は、小嶋信房の縁者という説がある。
- 『美濃国諸旧記』によれば、信長生母は六角高頼の娘とされている。

## 関連作品
- 『信長 KING OF ZIPANGU』（1992年、NHK大河ドラマ、演：高橋惠子）
- 『織田信長 天下を取ったバカ』（1998年、TBS、演：いしだあゆみ）
- 『軍師官兵衛』（2014年、NHK大河ドラマ、演：大谷直子）
- 『麒麟がくる』（2020年、NHK大河ドラマ、演：檀れい）
- 『信長のスマホ』（2023年、NHK、演：山口紗弥加）